# Tenuipalpus lineosetosus
Tenuipalpus lineosetosus är en spindeldjursart som beskrevs av Wang 1983. Tenuipalpus lineosetosus ingår i släktet Tenuipalpus och familjen Tenuipalpidae. Inga underarter finns listade i Catalogue of Life.